# Tartaro-Canalbianco-Pô du Levant
Le Tartaro-Canalbianco-Pô du Levant est un fleuve d’Italie nord-orientale, en trois parties, qui traverse la sous-région de la Polésine, entre l'Adige et le Pô et qui débouche dans la mer Adriatique.

## Hydrographie
C’est un des rares fleuves italiens qui, avec ses affluents, naît en plaine d’une résurgence à 47 mètres d’altitude à Povegliano Veronese. Il est composé de trois éléments pour une longueur totale de 147 km. D’un débit moyen de 218 m3/s, il baigne un bassin de 2 885 km2 et débouche dans la mer Adriatique près de Porto Levante, hameau de Porto Tolle.

### Le Tartaro
Le Tartaro est le tracé initial de l’ensemble, d’une longueur de 52 km, il prend sa source à Povegliano Veronese. Lui-même est connecté, en amont, par le biais du nœud hydraulique du hameau de Governolo, au système des lacs de Mantoue (Mantova). Il s’étire entre ses sources et l’écluse de Torretta Veneta. De cette localité, il entre dans la province de Rovigo qu’il traverse sur toute sa longueur.
Ses affluents sont Tione dei Monti, Tione, Fissero, Scolo delle paludi di Ostiglia. Les 44 résurgences dénombrées du Tartaro se trouvent sur la limite des communes de Villafranca di Verona et Povegliano Veronese.
Le territoire sud est riche en « points d’eau » qui font partie du bassin hydrographie du Tartaro. C’est sur cette partie, en province de Vérone, qu’il recueille les eaux des résurgences issues des communes de la partie sud-ouest. Son bassin hydrographique comprend la vaste extension correspondant aux Valli Grandi Veronesi.
À la confluence du Tione, près de Gazzo Veronese, se trouve l'oasis du Busatello, réserve naturelle gérée par le WWF.

### Le Canalbianco
Le tronçon intermédiaire est constitué d’un canal (voie d'eau) de 78 km, qui prend le nom de Canalbianco ou canal Bianco jusqu’à l’écluse de Volta Grimana.
Le Canalbianco  a comme affluents principaux le Tregnon, le Menago, le Bussè, la Fossa Maestra, le Valdentro, le Ramostorto et l'Adigetto en rive gauche ; le Cavo Maestro Bacino Superiore et le Collettore Padano Polesano à droite.

### Le Pô du Levant
Le tronçon final est issu d’un antique bras deltaïque du fleuve Pô qui prend le nom de Po du Levant (Po di Levante), situé à l’Est du côté du lever du soleil (côté du levant). D’une longueur de 17 km, il a son embouchure dans le hameau de Porto Levante de la commune de Porto Viro, à la hauteur de l’Ile d'Albarella (isola di Albarella).

### Le bassin
Le bassin versant du  système Tartaro-Canalbianco-Pô du Levant est officiellement appelé « bacino del Fissero-Tartaro-Canalbianco ».
L’ensemble des trois fleuves est navigable sur 113 km, de la confluence du canal Fissero, avec lequel il constitue la voie navigable idrovia Fissero-Tartaro-Canalbianco ou  Mantova-mare, jusqu’à l’embouchure dans l’Adriatique. Il se connecte à la ligne navigable Idrovia Po-Brondolo qui relie la lagune de Chioggia à Venise.
Le fleuve Adige a son dernier bras de droite en Val d'Adige, avec le petit affluent du Monte Baldo. Le Pô a son dernier apport d’eau à gauche par le fleuve Mincio. Le bassin du Fissero-Tartaro-Canalbianco se situe entre ces deux cours d’eau et comprend tous les territoires du bas Vérone (de la partie Est de Mantoue, traverse la Polésine entre les fleuves Adige et Pô.

## Histoire
Au temps de l'Empire romain le Tartaro naissait grosso modo dans l’actuel bras de l'Adigetto. Le tronçon terminal du fleuve était un canal artificiel appelé Filistina, creusé probablement par les Étrusques et qui débouchait près de Pellestrina. La Filistina était reliée soit avec le système de bonification (supposé également d’origine étrusque) qui drainait les marais Adriane, soit avec le Pô, duquel il représentait un des sept bras de l'antique delta.
Après le désastre causé par la rupture de la Cucca (rotta della Cucca) en 589, l'Adige s’écoula hors de son lit pendant des siècles, transformant ce qui est aujourd’hui la basse Polésine en terrains marécageux et en marais, alimentés également par la Filistina.
À partir du IXe siècle naquirent sur ses rives les premiers centres habités de Badia Polesine, Lendinara, Villanova, Rovigo et Villadose.

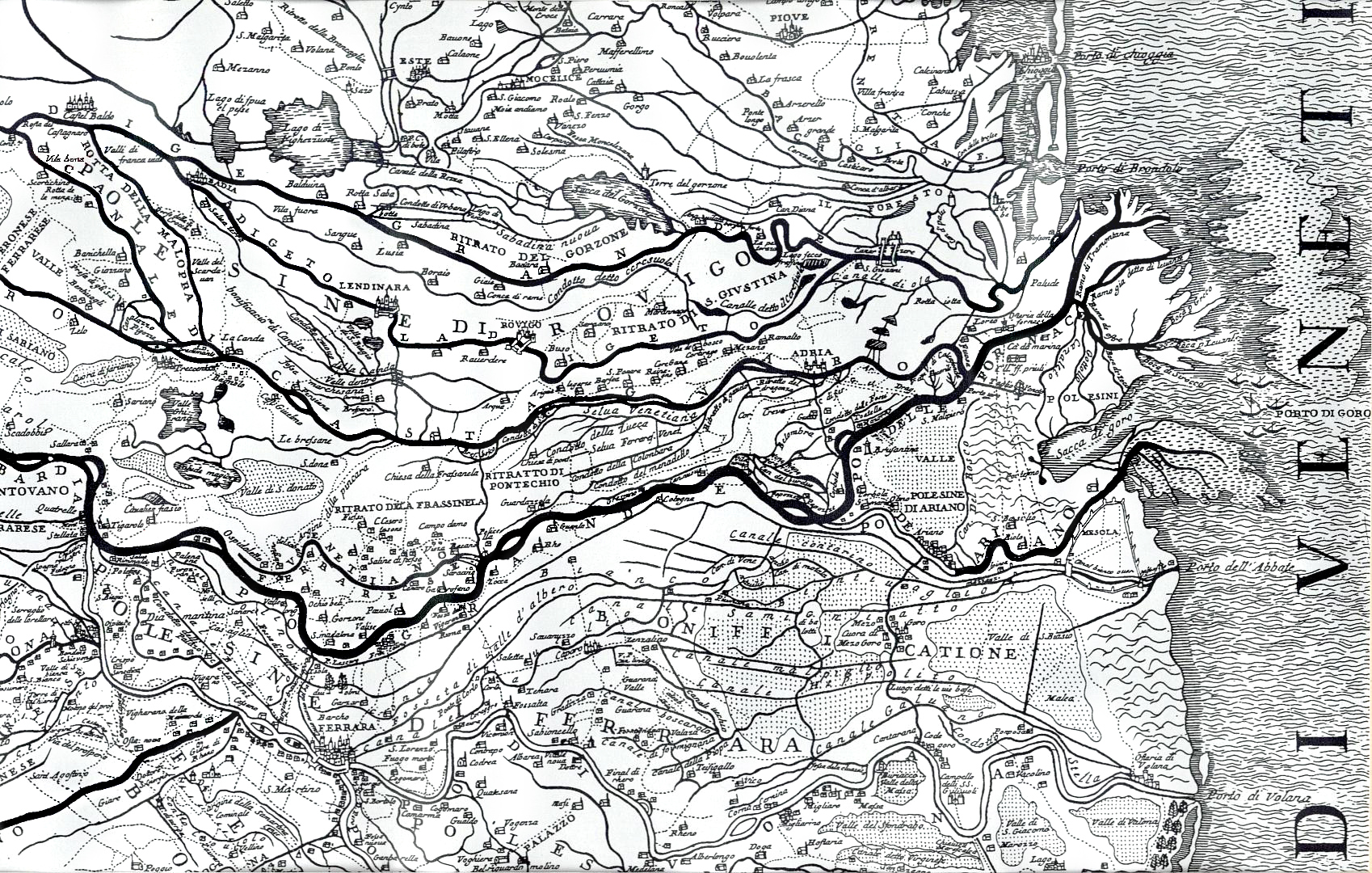
Sur la carte de 1603, le canal Castagnaro est tracé de Castagnaro à confluence du Pô ; le Tartaro n’est pas considéré comme un affluent.

À la suite de la rupture du Pinzone (rotta del Pinzone), l'actuelle Badia Polesine, vers 950, l'Adige dévie de nouveau et se déverse dans l’ancien lit de la Filistina. Les eaux du Tartaro, bloquées par les remblais du nouveau cours de l'Adige, empruntèrent le lit d’un bras du Mincio, qui correspondait avec un antique bras du delta, le Pô d'Adria. L’inefficacité du drainage du nouveau cours finit par causer la transformation en marécages de la zone connue comme Valli Grandi Veronesi et d’autres zones de la Polésine.
Le Tartaro devient un affluent du Pô à la suite de la rupture de Ficarolo (rotta di Ficarolo) en 1152. À la hauteur d’Ariano nel Polesine, le nouveau cours, appelé « Pô de Ficarolo », se divise en deux bras : le Pô de Ariano (aujourd’hui Pô de Goro) vers le sud et le Pô de Fornaci vers le nord.
À la confluence avec le Tartaro, le Pô de Fornaci se divise, au cours des siècles successifs, en d’autres bras, dont l’un était le Pô du Levant (Po di Levante).
À la suite de la rupture de la Malopera (Rotta della Malopera de 1434-1438) se crée le déversoir de l'Adige appelé « Castagnaro », qui se déverse dans le Tartaro à la hauteur de Canda, changeant radicalement le débit au point que, à la fin du XVe siècle, le tronçon de la ville de Canda au Pô fut considéré comme la suite du Castagnaro et le Tartaro considéré comme son affluent.
Au début du XVIe siècle se projeta et se mit en œuvre la régulation du Castagnaro, qui à cause des variations  de l'Adige était devenu imprévisible et inondait fréquemment. Les eaux du l'Adige étant plus claires que celles du Tartaro, la population commença à appeler « canal Bianco » le tronçon régulé à partir de la confluence avec le Castagnaro.
À la suite du Taglio di Porto Viro, œuvre de la république de Venise en 1604 en amont de la confluence, le bras abandonné du Pô du Levant devint le tronçon final du fleuve. Encore aujourd’hui, par l’intermédiaire de l’écluse de Volta Grimana, le cours d’eau se trouve relié au Pô sans en recevoir les eaux.
En 1838, le déversement du Castagnaro fut définitivement fermé et le Canalbianco devint l’écoulement exclusif, à la suite des eaux du Tartaro.
Au cours du XXe siècle, une grande partie du cours fut, à plusieurs reprises, partiellement déviée pour le rendre navigable et la consolidation des rives fut réalisée en 2000.

## Riz
Le riz, (Riso Nano Vialone Veronese, indication géographique protégée) est lié au bassin du Tartaro, avec la caractéristique déclarée d’être cultivé dans une zone irriguée avec des eaux de résurgence. Le territoire du Vialone Nano veronese coïncide pratiquement avec la présence de la centaine de résurgences à l’origine du fleuve et de ses affluents.

## Géographie anthropique
Le Tartaro-Canalbianco-Pô du Levant sert de frontière naturelle entre diverses communes.
À partir de l’écluse de Torretta Veneta, le Canalbianco marque la limite entre les communes de Villa Bartolomea et Castagnaro en province de Vérone et les communes de Castelnovo Bariano et Giacciano con Baruchella en province de Rovigo. Il traverse ensuite le centre habité du hameau de Zelo de la commune de Giacciano con Baruchella, passant sous le pont historique nommé Habsbourgeois, puis traverse aussi le centre de Castelguglielmo.
Dans la commune de Rovigo, le cours du Canalbianco fait frontière naturelle entre le hameau de Sant'Apollinare et Fenil del Turco. Il traverse la commune d’Adria, dont le bras antique qui la traverse a été conservé. Sur  le tronçon final, il marque les confins entre Rosolina et Porto Viro, où sont installés divers centres commerciaux qui utilisent la navigation fluviale pour leur activité.